# Larry Fleisher
Lawrence Fleisher, detto Larry (Bronx, 26 settembre 1930 – New York, 4 maggio 1989), è stato un avvocato e procuratore sportivo statunitense, membro del Naismith Memorial Basketball Hall of Fame dal 1991 in qualità di contributore.
Nel 1953 si laureò in giurisprudenza alla Law School dell'Università di Harvard, e nei due anni successivi fu arruolato nell'United States Army.
Su richiesta di Tom Heinsohn, Fleisher fu l'artefice della nascita della National Basketball Players Association (NBPA), di cui fu direttore esecutivo dal 1962 al 1988, senza percepire alcun salario. Fu inoltre tra i protagonisti del salvataggio della American Basketball Association verso la fine degli anni sessanta, riuscendo a convincere numerosi giocatori di successo (ad esempio: Zelmo Beaty, Billy Cunningham e Joe Caldwell) a trasferirsi nella neonata lega. Negli anni settanta contribuì alla fusione tra la stessa ABA con la National Basketball Association.
Fleisher si spese per conto della NBPA in favore dell'approvazione del nuovo sistema dei free agent; per sei anni si batté al Congresso ed al National Labor Relations Board.
Fu inoltre l'agente di giocatori come: Jerry West, Bill Bradley, Bob Lanier, Dave DeBusschere, Willis Reed, John Havlicek, Lenny Wilkens.